# Тираспольский троллейбус
Тира́спольский тролле́йбус — троллейбусная система в столице Приднестровья — городе Тирасполе. Действует с 3 ноября 1967 года. Одна из двух троллейбусных систем в Приднестровье (вместе с Бендерами) и четырёх в Молдавии (вместе с Кишинёвом и Бельцами).

## История
В послевоенные годы город стремительно развивался. Формировались новые отрасли машиностроения, лёгкой промышленности и облик города существенно изменился. Строительство новых индустриальных, инфраструктурных объектов способствовало притоку населения. Со временем в городе всё острее становилась транспортная проблема. Автобусные перевозки не справлялись с пассажирским потоком.
И вот в шестидесятые годы, городские власти при поддержке республиканского и союзного правительств добились права на строительство и дальнейшее развитие городского электрического транспорта — троллейбуса. Было разработано технико-экономическое обоснование, выполнен проект строительства депо на 100 единиц подвижного состава по улице Гвардейской и троллейбусной линии по улице Ленина и 25 Октября, протяжённостью 6,25 км.
28 сентября 1967 Приказом Министра жилищно-коммунального хозяйства МССР № 115 «Об организации троллейбусного управления в городе Тирасполе» было образовано при Тираспольском горкомхозе троллейбусное управление с самостоятельным балансом, подготовкой и укомплектовкой предприятия квалифицированными кадрами.
Троллейбусное движение в Тирасполе было открыто 3 ноября 1967 года — к 50-летию Октябрьской революции. Маршрут № 1 соединил Совхоз-техникум им. Фрунзе на западной окраине города и железнодорожный вокзал. Долгое время, с 1967 по 1993 гг., оборотное кольцо у совхоза-техникума являлось самой западной конечной остановкой тираспольского троллейбуса. На маршруте курсировало 15 троллейбусов с интервалом движения 4-5 минут. Это был настоящий подарок горожанам послуживший началу стремительного развития электротранспортной сети 180-ти тысячного города и коллектива предприятия.
К концу 1967 года, всего за три месяца, были сформированы службы управления, состоящие из основных рабочих специальностей: водителей и кондукторов, электромонтёров энергохозяйства и ремонтного персонала депо, инженерно-технических работников и служащих управления — всего 162 человека.
В 1968 году был открыт маршрут № 2 — от совхоза-техникума им. Фрунзе до Горбольницы (ныне — Центральная республиканская клиническая больница) на пересечении улиц Мира и Одесской и маршрут № 3 — от Горбольницы до железнодорожного вокзала. Этот маршрут продлевался четырежды: сначала, в связи с бурным строительством жилья в Октябрьском районе, линия была продлена от Лечгородка до кинотеатра «Юность» (около нынешнего Телецентра). В середине 1990-х, в связи с интенсивной застройкой западной окраины города, от совхоза-техникума им. Фрунзе до микрорайона Западного. В 2002 году — от кинотеатра «Юность» до торгового центра «Тернополь». В 2020 году — от ТЦ «Тернополь» до улицы Милева.
В ноябре 1969 года завершён участок троллейбусной линии в жилой массив Октябрьский и движение по маршрутам № 2 и № 3 продлено к кинотеатру «Юность». В 1970-е гг. маршрут № 3 связал Октябрьский жилмассив (конечная остановка первоначально располагалась в районе нынешнего ТЦ «Тернополь») с железнодорожным вокзалом. Кроме того из Октябрьского микрорайона, от конечной остановки в районе нынешнего торгового центра «Тернополь» (в 70-е годы — ресторан «Албина») курсировали: маршрут № 4 — через улицу 25 Октября, с правым поворотом на улицу Шевченко перед центральной площадью, со следованием до конечной остановки с разворотным кругом на улице Шутова, напротив автобазы АТБ-4, следовавший обратным путем также через центральную часть города. А также маршрут № 5, который имел конечную остановку на Площади Советской Конституции, с разворотом вокруг центральной клумбы напротив Мемориала Славы и обратным маршрутом к ресторану Албина. В дальнейшем маршрут был переделан от Горбольницы до АТБ-4. Но этот маршрут долго не прожил и был убран. В середине 2000-х годов он снова появился, но был от микрорайона Западный до Центрального рынка, и быстро исчез.
В ноябре 1972 года с завершением строительства путепровода через железную дорогу по улице Шевченко открыто движение троллейбусов по маршрутам № 4 и № 6 в промышленную зону на улицу Шутова.
Курсировал маршрут № 6 с совхоза-техникума им. Фрунзе, конечной точкой которого был тот же разворотный круг, как и у маршрута № 4, на улице Шутова, напротив АТБ-4. Этот маршрут шёл через центральную площадь Советской Конституции, с поворотом в конце её налево, на улицу Шевченко и обратным следовал в том же порядке. Разворотный круг на улице Шутова в промышленной зоне города Тирасполя существует и по сей день в контактной сети тираспольского троллейбусного управления, и используется маршрутом № 6.
В июне 1977 года с завершением строительства троллейбусной линии по улице Сакриера, Чапаева, Щорса открыты новые кольцевые маршруты № 4 и № 7 в двух противоположных направлениях от конечного пункта возле ресторана Албина, связавшие Октябрьский жилой массив со всеми крупными промышленными предприятиями города: заводом литейных машин имени Кирова, «Электромаш», «Молдавизолит», «Автополив», «Автоприцепов», «Металлолитографии» и другими.
Маршрут № 4 следовал по своему привычному маршруту, с возвращением в Октябрьский микрорайон по новой линии, через улицу Чапаева. А маршрут № 7 следовал в обратном направлении, с возвращением через улицу Шевченко, и далее по 25 Октября, Театральную площадь, Горбольница, улицу Каховскую, к конечной остановке возле ресторана Албина. При этом маршрут № 4 был направлен по часовой стрелке, а маршрут № 7 — против часовой. В декабре 1980 года введена в эксплуатацию троллейбусная линия к производственному хлопчатобумажному объединению (ПХБО), протяжённостью 2,3 км.
В апреле 1982 года начато строительство троллейбусной линии на главной транспортной магистрали города — улице Карла Либкнехта. Пущен троллейбус по маршруту № 3 на участке от улицы Мира до улицы Ленины. Наконец в апреле 1986 года продолжено сооружение троллейбусной линии по улице Карла Либкнехта, введён в эксплуатацию участок линии от улицы Ленина до улицы Шевченко, изменили движение маршруты № 4 и № 7, благодаря чему на семь минут сократились затраты времени на обратный рейс.
В 1987 году введён в эксплуатацию участок линии по улице Карла Либкнехта от улицы Шевченко до пересечения с улицей «Правды», открыт маршрут № 9.
В конце 1980-х годов маршрут № 5 был окончательно отменён.
Маршрут № 8 в 1980-е гг. связал промзону Тираспольского производственного хлопчатобумажного объединения с центром города. Восьмой маршрут явился вариантом маршрута № 5 — от площади Советской Конституции (ныне площадь Суворова) до ресторана «Албина» (ныне ТЦ «Тернополь»). В настоящее время маршруты № 5 и № 8 не действуют.
В 1987 году был введён маршрут № 9, формально дублировавший маршрут № 2, но проходивший не через центральную ул. 25 Октября, а через ул. Карла Либкнехта, которую планировалось сделать основной транспортной магистралью Тирасполя. В начале 1990-х гг. из-за нехватки троллейбусов по маршруту № 9 курсировали наряду с троллейбусами городские автобусы. В настоящее время маршрут № 9 не действует, но в случае перекрытия ул. 25 Октября то маршрут № 2 после остановки «Парк победа» продолжает свой путь уже по ул. Карла Либкнехта.
Однако, функционирование маршрутов № 8 и № 9 не оказалось продолжительным, по нескольким объективным причинам, и в первую очередь в связи с недостаточной обеспеченностью тираспольского троллейбусного управления подвижным составом.
Впоследствии вводимые троллейбусные маршруты дублировали и постепенно вытесняли внутригородские автобусные маршруты.
В июне 1993 года началось движение по междугородному маршруту № 19 от площади Суворова в Тирасполе до ул. Тираспольской в Бендерах, что положило начало троллейбусному движению во втором по величине и значению городе Приднестровья. В июле 1993 года маршруты № 1, 2, 6 и 9 были продлены от Совхоза-техникума им. Фрунзе до микрорайона Западного. Позднее маршрут был продлён до улицы Сергея Лазо в Бендерах. Первый троллейбус в Бендеры отправился 19 июня 1993 года, спустя ровно год после начала вооружённого конфликта и получил № 10, в соответствии с нумерацией троллейбусных маршрутов Тирасполя. Однако, вскоре по просьбе горожан маршруту присвоили № 19 — в память о событиях 1992 года.
Маршрут № 19 много раз претерпевал изменения маршрута. Изначально он ходил в Тирасполе до Центрального рынка с конечной остановкой на площади Суворова, затем в 2012 и 2013 годах продлевался до театральной площади, позже до Лечгородка через площадь Суворова.
В ноябре 2015 года начал функционировать маршрут 19а с аналогичными конечными, как и у маршрута № 19, только проходит по улице Карла Либкнехта от ул. «Правды» до Республиканского стадиона.
На данный момент общая протяжённость троллейбусных линий в городе, с учётом линии на Бендеры 81,6 км. Постоянную работу троллейбусов на линии обеспечивают 6 тяговых подстанций управляемых с одного диспетчерского пункта.
С 1993 до середины 2000-х гг. троллейбусный парк Тирасполя не обновлялся, в связи с чем интенсивность перевозок резко снизилась, а популярность троллейбуса как вида транспорта упала, во-первых, из-за больших интервалов движения, во-вторых, по причине интенсивного развития сети маршрутных такси. В 1998 году Тираспольское троллейбусное управление ежедневно выпускало на линию до 70 троллейбусов.
В начале 1990-х годов, тяжелейший экономический период по бартерной сделке удалось пополнить парк 23-мя новыми троллейбусами ЗиУ-682Г завод им. Урицкого г. Энгельса, Саратовской области.
В 2007 году Москва передала в дар Тирасполю, отмечавшему 215-летие, 3 троллейбуса. В 2008—2009 годы была проведена оптимизация схем движения троллейбусов в Тирасполе.
В конце июня 2009 года «МинскТранс» передал в дар Тираспольскому троллейбусному парку 15 троллейбусов, правда с истёкшим сроками эксплуатации, в качестве безвозмездной помощи, которые после капитально-восстановительного ремонта в ТТУ успешно участвуют в пассажироперевозках.

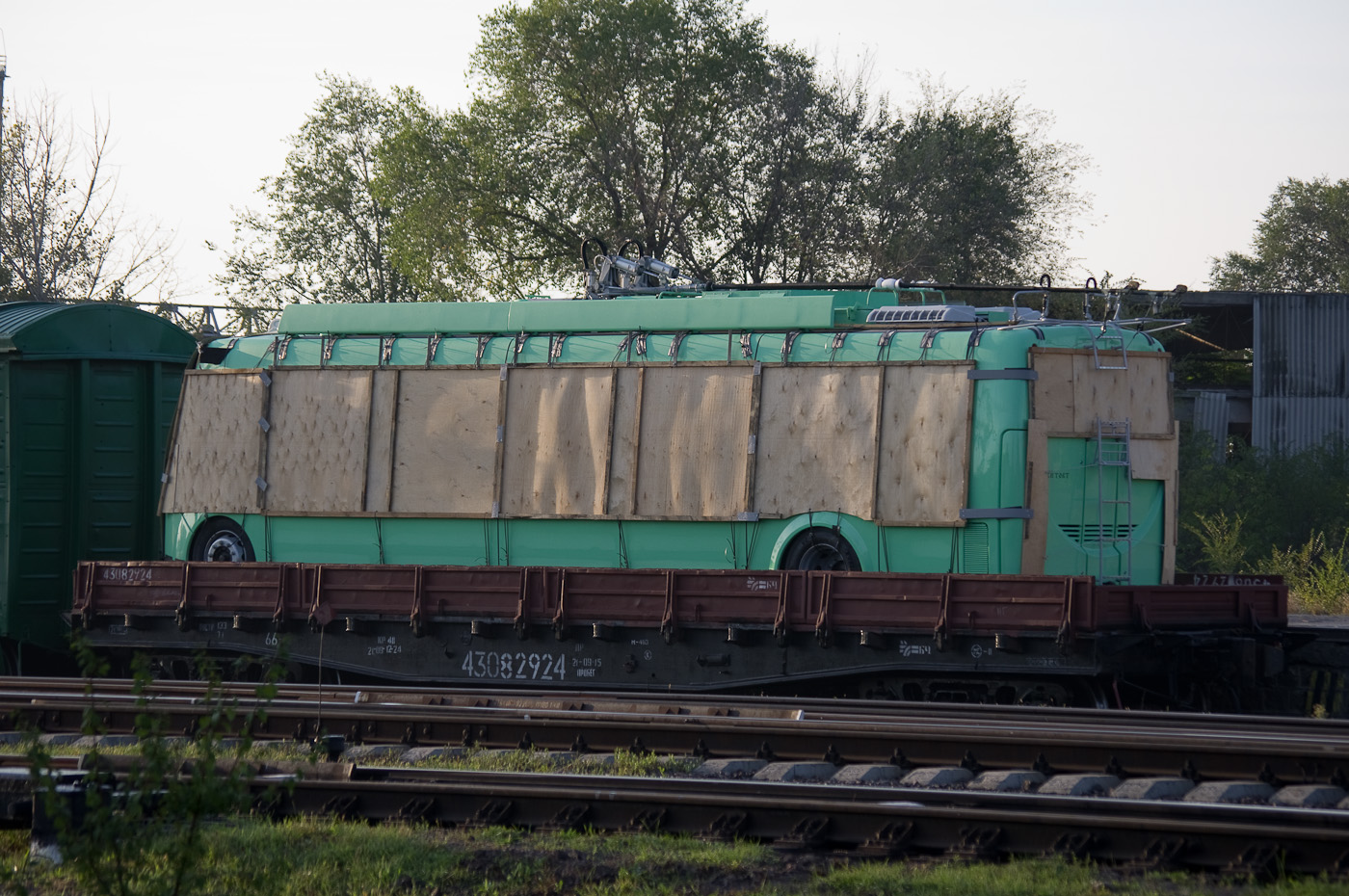
Новый троллейбус на станции

С 12 июня 2012 года маршрут № 19 продлён до остановки «Театральная площадь» по многочисленным просьбам студентов и преподавателей Приднестровского государственного университета, которые таким образом смогут без дополнительных пересадок добираться до ВУЗа.
 В августе 2012 года троллейбусный парк Тирасполя пополнился 10-ю новыми троллейбусами АКСМ-321, произведенными на белорусском предприятии «Белкоммунмаш», а в сентябре прибыл новый троллейбус АКСМ-420. Чуть позже парк пополнился ещё одной машиной этой же модели. В октябре этого же года в качестве гуманитарной помощи город-побратим Минск передал Тирасполю в дар 5 единиц бывших в употреблении троллейбусов МАЗ-103Т.
С 1 февраля 2013 года стоимость проезда была увеличена до 2 рубля 00 коп. (троллейбусы старых моделей) и 2 рублей 50 коп. (новые троллейбусы повышенной комфортности) на внутригородских маршрутах и до 3 рублей 00 коп. на маршруте № 19. В ноябре впервые был выпущен на городскую линию троллейбус, оснащенный системой «Wi-Fi». 15 апреля 2014 года маршрут № 19 был продлён до лечгородка и проходит через площадь Суворова.
6 мая 2014 года в Тирасполь прибыли 4 новых троллейбуса марки ВМЗ-5298.01 «Авангард» Вологодского завода «Транс-Альфа» по каналам Автономной Некоммерческой Организации (АНО) «Евразийская интеграция» Российской Федерации. 2 из них были переданы в город Бендеры, а 9 мая они вышли на рейс. В декабре этого же года был изменён маршрут № 9, конечную его остановку перенесли с «АОЗТ Тиротекс» до «Р-Н Тернополь».
С 1 января 2015 года для льготников была введена частичная плата за проезд. Это было сделано из-за того, что ТТУ несло убытки городу и для покрытия этих убыток уходило 10-12 млн рублей. В городе стоимость платы за проезд для населения ниже уровня реальных затрат на перевозку пассажиров.
С начала 2017 года отменен маршрут № 9. Маршрут № 3 начал работать только по будним дням.
В начале 2018 года начали планировать введение электронных билетов. С 1 января 2018 года изменились цены на проезд: в городе на новом 2,80 рублей, на старом 2,50 рублей. На маршрутах 19 и 19А на новом 3,00 рубля, на старом 2,80 рублей. За 2019 год перевезено 6 649 тысяч пассажиров.
В 2019—2020 годах планируется продлить троллейбусную линию до конца улицы Юности. 25 августа 2020 года в честь 30-летия Республики было продлено движение троллейбусов по маршруту № 2 по ул. Юности до ТД «Тридцатый», протяжённостью 2 км.
С 10 мая 2022 года цены вновь изменились. Теперь проезд на любом троллейбусе любого маршрута стоит 3,00 рубля.
С 1 января 2024 года цена на проезд изменилась. Теперь стоимость проезда 3,50 рублей. Увеличение тарифа на 50 копеек связано с отрицательной динамикой пассажиропотока. Междугородних маршрутов (№ 19 и № 19А, которые курсируют в город Бендеры) цена на проезд не изменилась
С 12 мая 2025 года цена за проезд во всех троллейбусах увеличилась до 4 рублей (2 рубля по льготе)
С 1 января 2026 года цена на проезд будет составлять 4 рубля, 50 копеек

## Маршруты
- Маршрут № 1:

По остановкам:

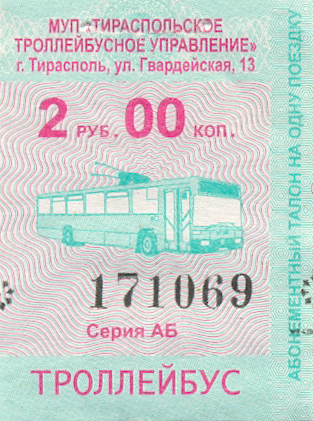
Билет на троллейбус

Микрорайон «Западный» — Медицинский центр «Медин» — Спорткомплекс «Шериф» — Совхоз им. Фрунзе — ул. Мечникова — Школа № 14 — Кафе «Бородино» — ул. «Правды» — Российское консульство — Мемориал Славы — Площадь Суворова — Дворец Республики — Почта Приднестровья — Завод «Kvint» — Агропромбанк — Железнодорожный вокзал.
Обратный маршрут: Железнодорожный вокзал — Парк им. Кирова — Завод «Квинт» — Почта Приднестровья — Дом книги — Площадь Суворова — Российское консульство — Ул. «Правды» — кафе «Бородино» — Школа № 14 — Ул. Мечникова — Совхоз им. М. В. Фрунзе — Санэпидемстанция — Рынок «Западный» — Микрорайон «Западный».
По улицам:
Пер. Западный — ул. Либкнехта — Бородинская площадь — ул. «Правды» — ул. 25 Октября — площадь Суворова — ул. Ленина — Привокзальная площадь
Обратный маршрут: Привокзальная площадь — ул. Ленина — ул. 25 октября — площадь Суворова — ул. «Правды» — ул. Либкнехта — Бородинская площадь — пер. Западный
- Маршрут № 2:

По остановкам:
Микрорайон «Западный» — Медицинский центр «Медин» — Спорткомплекс «Шериф» — Совхоз им. Фрунзе — Ул. Мечникова — Школа № 14 — Кафе «Бородино» — Ул. «Правды» — Российское консульство— Мемориал Славы — Площадь Суворова — Дворец Республики — Почта Приднестровья — ПГТДиК им. Аронецкой — Рембыттехника — Лечгородок (РКБ) — Спортшкола — Рынок «Колкотовый» — Ул. Каховская 1 — ул. Каховская 2 — ул. Каховская 3 (Газконтора) — ул. Краснодонская — Госпиталь инвалидов ВОВ — Торговый центр «Тридцатый» — ул. Милева.
Обратный маршрут: ул. Милева — Торговый Центр «Тридцатый» — Госпиталь инвалидов ВОВ — Торговый центр «Тернополь» — Торговый комплекс «Причерноморье» — Кафе «Оскар» — Рынок «Колкотовый» — Школа № 4 — ул. Мира — Парк «Победа» — ПГТДиК им. Аронецкой — Почта Приднестровья — Дом книги — площадь Суворова — Российское консульство — ул. «Правды» — Кафе «Бородино» — Школа № 14 — ул. Мечникова — Совхоз-техникум им. Фрунзе — Санэпидемстанция — Рынок «Западный» — Микрорайон «Западный».
По улицам:
Пер. Западный — ул. Либкнехта — Бородинская площадь — ул. «Правды» — ул. 25 октября — площадь Суворова — Театральная площадь — пер. Свердлова — ул. Одесская — ул. Каховская — ул. Краснодонская — ул. Юности
Обратный маршрут: ул. Юности — ул. Одесская — ул. Мира — ул. 25 Октября — Театральная площадь — площадь Суворова — ул. «Правды» — ул. Либкнехта — Бородинская площадь — пер. Западный
- Маршрут № 3:

По остановкам:
ЗАО «Тиротекс» — ул. Краснодонская — Поликлиника № 1 — Торговый центр «Тернополь» — Торговый комплекс «Причерноморье» — Кафе «Оскар» — Рынок «Колкотовый» — Школа № 4 — ул. Мира — Парк «Победа» — Городской стадион — Завод «Квинт» — Парк им. Кирова — Железнодорожный вокзал.
Обратный маршрут: Железнодорожный вокзал — Парк им. Кирова — Завод «Kvint» — Городской стадион — Парк «Победа» — Республиканская Клиническая Больница — Спортшкола — рынок «Колкотовый» — ул. Каховская 1 — ул. Каховская 2 — ул. Каховская 3 (Газконтора) — ул. Краснодонская — ул. Юности — Поликлиника № 1 — ул. Краснодонская — ЗАО «Тиротекс».
По улицам:
Проезд Магистральный — ул. Краснодонская — ул. Юности — ул. Одесская — ул. Мира — ул. Либкнехта — ул. Ленина — Привокзальная площадь
Обратный маршрут: Привокзальная площадь — ул. Ленина — ул. Либкнехта — ул. Мира — ул. Одесская — ул. Каховская — ул. Краснодонская — проезд Магистральный
- Маршрут № 4:

По остановкам:
ЗАО «Тиротекс» — ул. Краснодонская — Поликлиника № 1 — Торговый центр «Тернополь» — Торговый комплекс «Причерноморье» — Кафе «Оскар» — Рынок «Колкотовый» — Школа № 4 — ул. Мира — Парк «Победа» — Городской стадион — Завод «Квинт» — Школа № 9 — Зелёный рынок — Магазин «Заря» — Завод «Металлолитографии» — Завод «Электромаш» — Завод «Молдавизолит» — ул. Шутова — АТБ-4.
Обратный Маршрут: АТБ-4 — Ремземмаш — Единые Распределительные Электросети — Элеватор — Кафе «Арлекино» — Баня — Школа № 15 — Завод Автоприцепов — Мясокомбинат — Ул. Чапаева 2 — Ул. Чапаева 1 — Рынок «Колкотовый» — Ул. Каховская 1 — ул. Каховская 2 — ул. Каховская 3 (Газконтора) — ул. Краснодонская — ул. Юности — Поликлиника № 1 — ул. Краснодонская — ЗАО «Тиротекс»
По улицам:
Проезд Магистральный — ул. Краснодонская — ул. Юности — ул. Одесская — ул. Мира — ул. Либкнехта — ул. Шевченко — ул. Шутова — ул. Украинская — ул. Сакриера — ул. Щорса — ул. Чапаева — ул. Одесская — ул. Каховская — ул. Краснодонская — проезд Магистральный
- Маршрут № 6:

По остановкам:
Микрорайон «Западный» — Медицинский центр «Медин» — Спорткомплекс «Шериф» — Совхоз-техникум им. Фрунзе — Ул. Мечникова — Школа № 14 — Кафе «Бородино» — Ул. «Правды» — Мемориал Славы — Площадь Суворова — Кинотеатр «Тирасполь» — Магазин «Заря» — Завод «Металлолитографии» — Завод «Электромаш» — Завод «Молдавизолит» — ул. Шутова — АТБ-4.
Обратный маршрут: АТБ-4 — ул. Шутова — Завод «Молдавизолит» — Завод «Электромаш» — Завод «Металлолитографии» — Дом народных традиций и ремесел — Дом быта — рынок «Лиманный» — Школа № 1 — Медицинское училище — Кафе «Бородино» — Школа № 14 — ул. Мечникова — Совхоз-техникум им. Фрунзе — Санэпидемстанция — Рынок «Западный» — Микрорайон «Западный».
По улицам:
Пер. Западный — ул. Либкнехта — Бородинская площадь — ул. «Правды» — ул. 25 Октября — площадь Суворова — ул. Шевченко — ул. Шутова
Обратный маршрут: ул. Шутова — ул. Шевченко — ул. Либкнехта — Бородинская площадь — пер. Западный
- Маршрут № 7:

По остановкам:
ЗАО «Тиротекс» — ул. Краснодонская — Поликлиника № 1 — Торговый центр «Тернополь» — Торговый комплекс «Причерноморье» — Кафе «Оскар» — Рынок «Колкотовый» — ул. Чапаева 1 — ул. Чапаева 2 — ул. Щорса — Мясокомбинат — Завод Автоприцепов — Школа № 15 — Баня — Кафе «Арлекино» — Элеватор — Единые Распределительные Электросети — Ремземмаш — АТБ-4.
Обратнйюый маршрут: АТБ-4 — ул. Шутова — Завод «Молдавизолит» — Завод «Электромаш» — Завод «Металлолитографии» — Дом народных традиций и ремесел — Зелёный рынок — Школа № 9 — Завод «Kvint» — Городской стадион — Парк «Победа» — Республиканская Клиническая Больница — Спортшкола — Рынок «Колкотовый» — ул. Каховская 1 — ул. Каховская 2 — ул. Каховская 3 (Газконтора) — ул. Краснодонская — ул. Юности — Поликлиника № 1 — ул. Краснодонская — ЗАО «Тиротекс».
По улицам
Проезд Магистральный — ул. Краснодонская — ул. Юности — ул. Одесская — ул. Чапаева — ул. Щорса — ул. Сакриера — ул. Украинская — ул. Шутова — ул. Шевченко — ул. Либкнехта — ул. Мира — ул. Одесская — ул. Каховская — ул. Краснодонская — проезд Магистральный
- Маршрут № 19:

По остановкам:
г. Бендеры — с. Парканы — Спорткомплекс «Шериф» — Совхоз-техникум им. Фрунзе — Ул. Мечникова — Школа № 14 — Кафе «Бородино» — Ул. «Правды» — Российское консульство — Мемориал Славы — Площадь Суворова — Дворец Республики — Почта Приднестровья — ПГТДиК им. Аронецкой — Рембыттехника — ул. Мира.
Обратный маршрут: Ул. Мира — Парк «Победа» — ПГТДиК им. Аронецкой — Почта Приднестровья — Дом книги — Площадь Суворова — Российское консульство — Ул. «Правды» — Кафе «Бородино» — Школа № 14 — Ул. Мечникова — Совхоз-техникум им. Фрунзе — Спорткомплекс «Шериф» — с. Парканы — г. Бендеры
По улицам:
г. Тирасполь. ул. Мира — ул. 25 Октября — Театральная площадь — площадь Суворова — ул. «Правды» — ул. Либкнехта — Бородинская площадь
с. Парканы. Тираспольское шоссе
г. Бендеры. ул. Суворова — ул. Лазо
Обратный маршрут:
г. Бендеры. ул. Лазо — ул. Котовского
с. Парканы. Тираспольское шоссе
г. Тирасполь. ул. Либкнехта — Бородинское шоссе — ул. «Правды» — ул. 25 Октября — площадь Суворова — Театральная площадь — пер. Свердлова — ул. Одесская — ул. Мира
- Маршрут № 19 А:

По остановкам:
г. Бендеры — с. Парканы — Спорткомплекс «Шериф» — Совхоз-техникум им. Фрунзе — Ул. Мечникова — Школа № 14 — Кафе «Бородино» — Медицинское училище — Школа № 1 — Рынок «Лиманный» — Зелёный рынок — Школа № 9 — Завод Kvint — Городской стадион — ПГТДиК им. Аронецкой — Рембыттехника — ул. Мира.
Обратный маршрут: Ул. Мира — Парк «Победа» — Городской стадион — Завод Kvint — Школа № 9 — Дом быта — Рынок «Лиманный» — Школа № 1 — Медицинское училище — Кафе «Бородино» — Школа № 14 — Ул. Мечникова — Совхоз-техникум им. Фрунзе — Спорткомплекс «Шериф» — с. Парканы — г. Бендеры
По улицам:
г. Тирасполь. ул. Мира — ул. Либкнехта — Бородинская площадь
с. Парканы. Тираспольское шоссе
г. Бендеры. ул. Суворова — ул. Лазо
Обратный маршрут:
г. Бендеры. ул. Лазо — ул. Котовского
с. Парканы. Тираспольское шоссе
г. Тирасполь. ул. Либкнехта — Бородинская площадь — ул. Мира — ул. 25 Октября — Театральная площадь — пер. Свердлова — ул. Одесская — ул. Мира

## Галерея

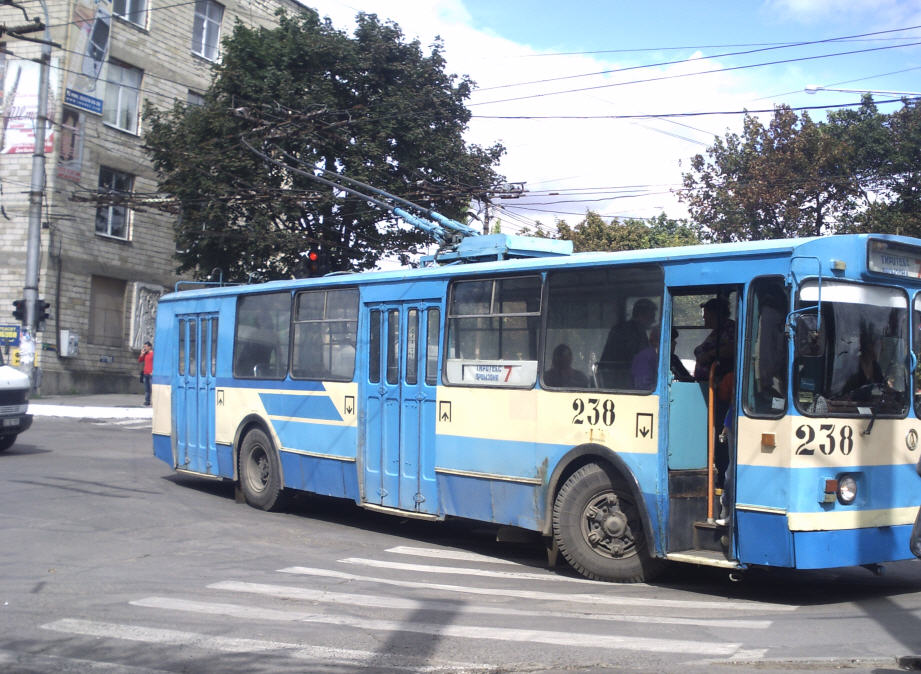
Маршрут №7
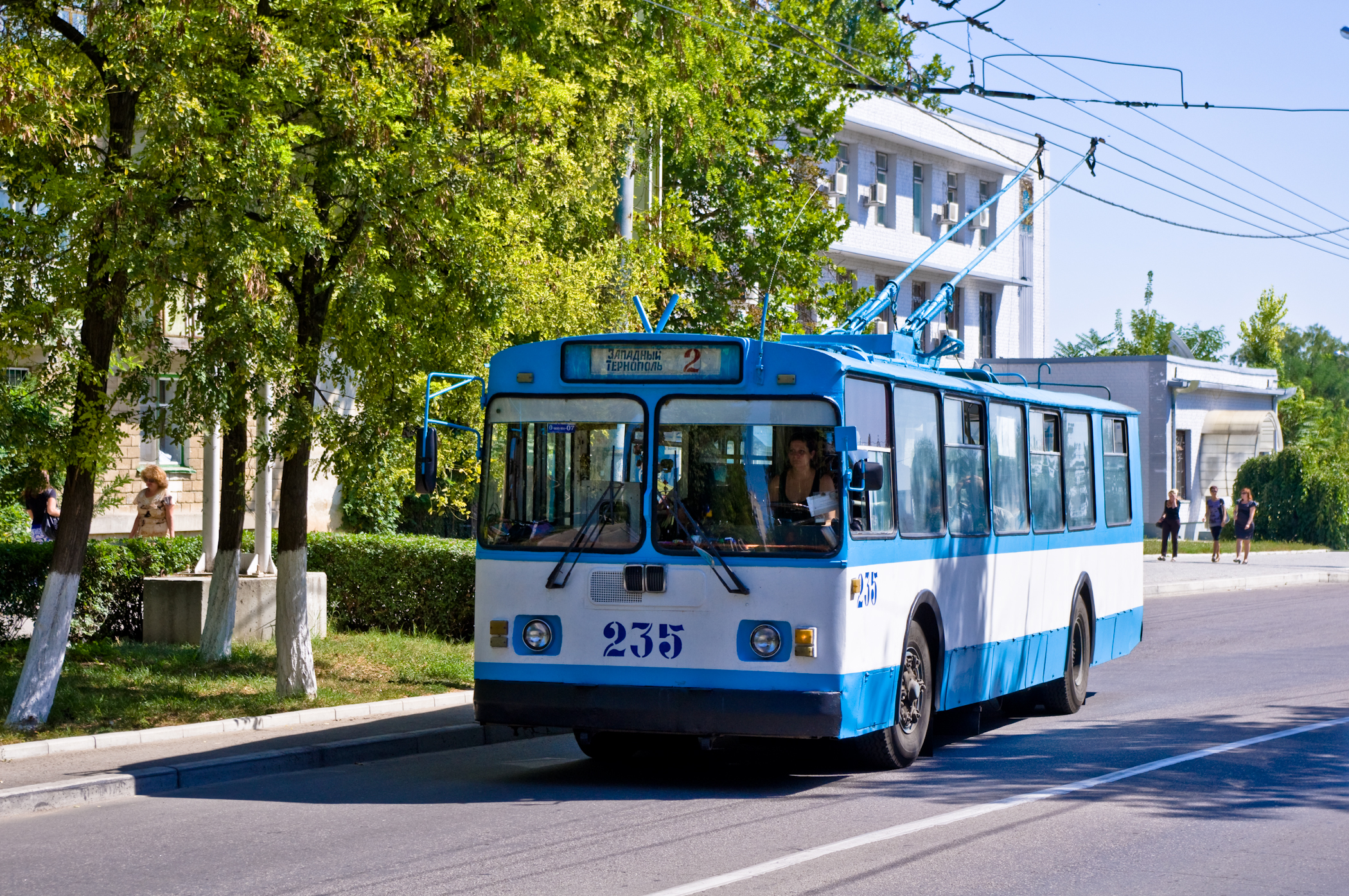
Маршрут №2
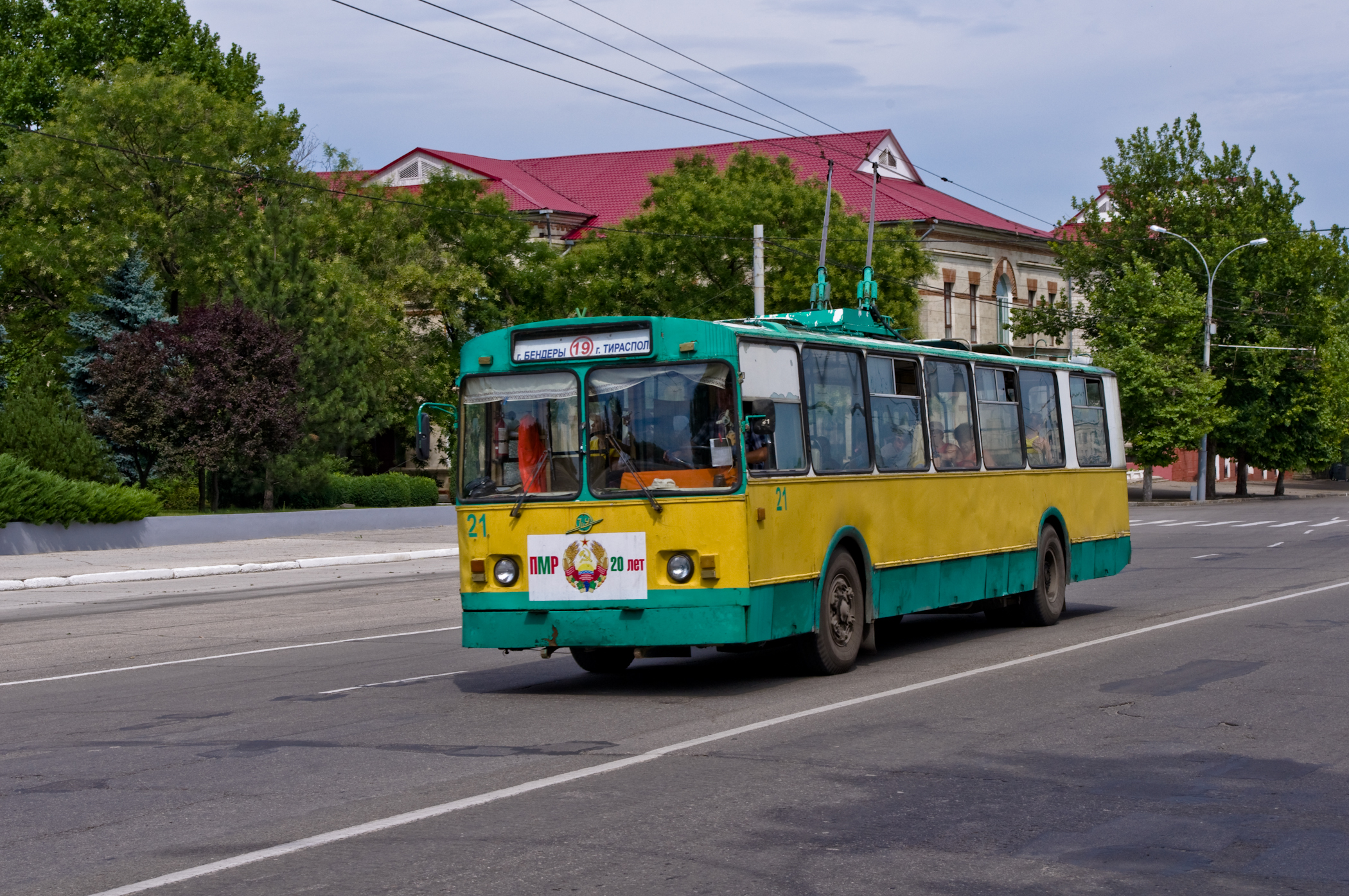
ЗиУ-9 на междугородном маршруте №19, Бендеры-Тирасполь
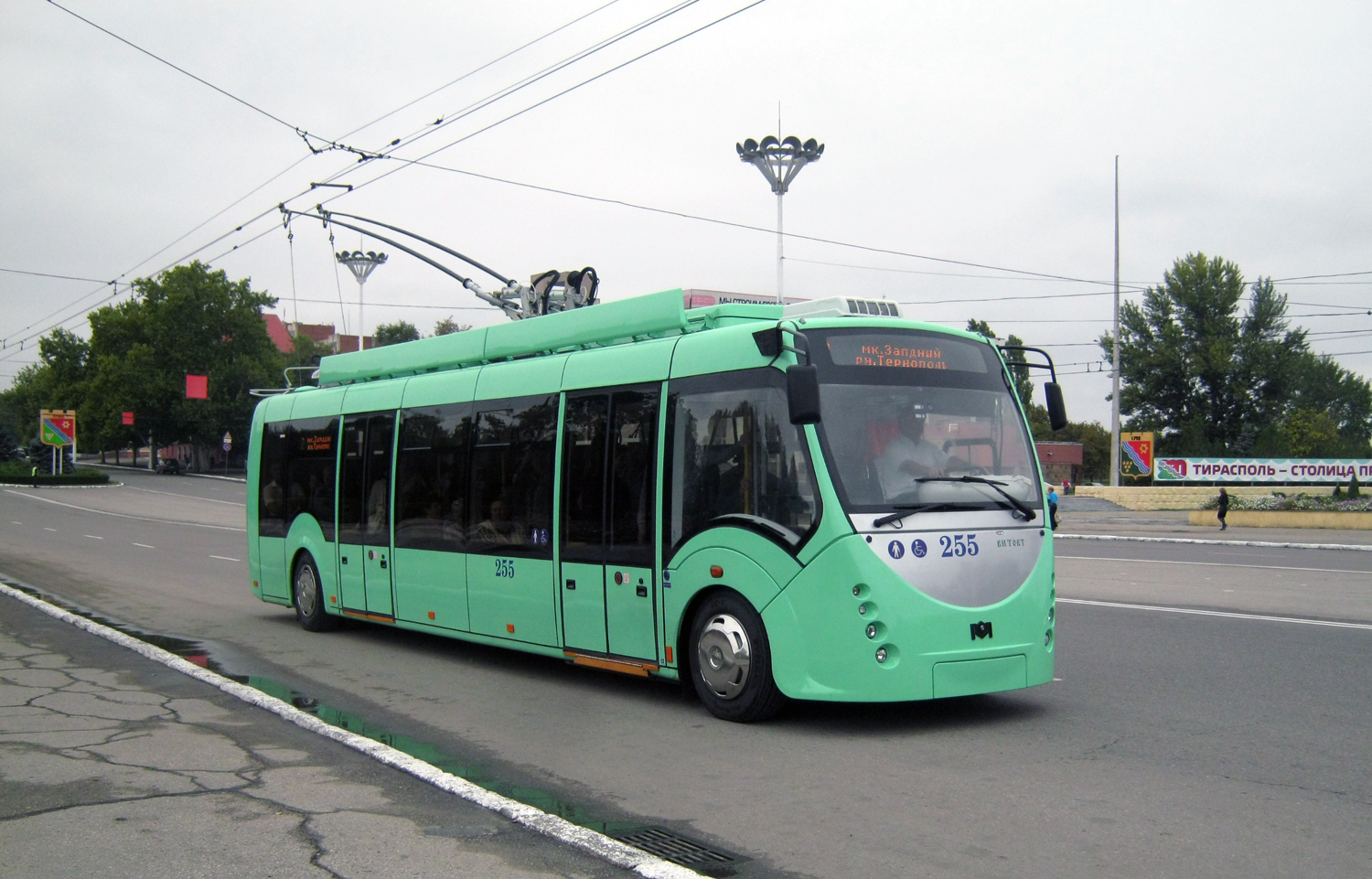
АКСМ-420 на маршруте №2.
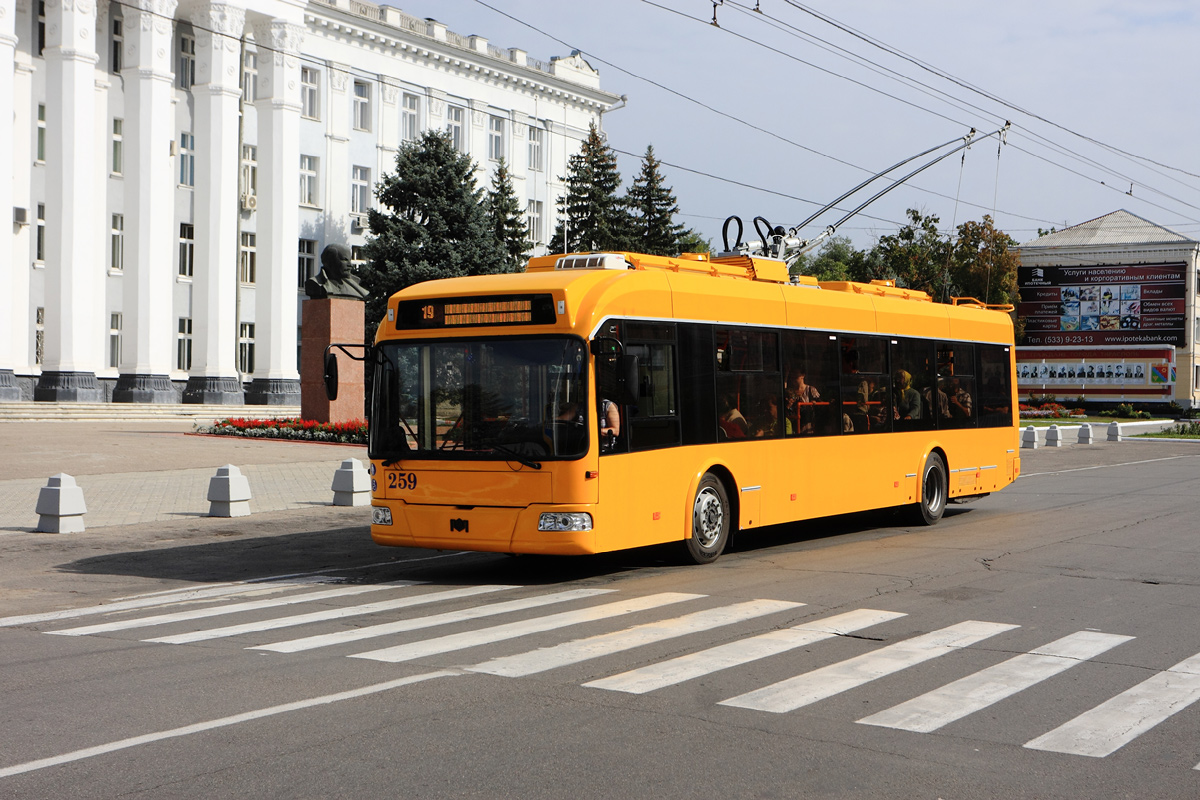
АКСМ-321 на маршруте №19
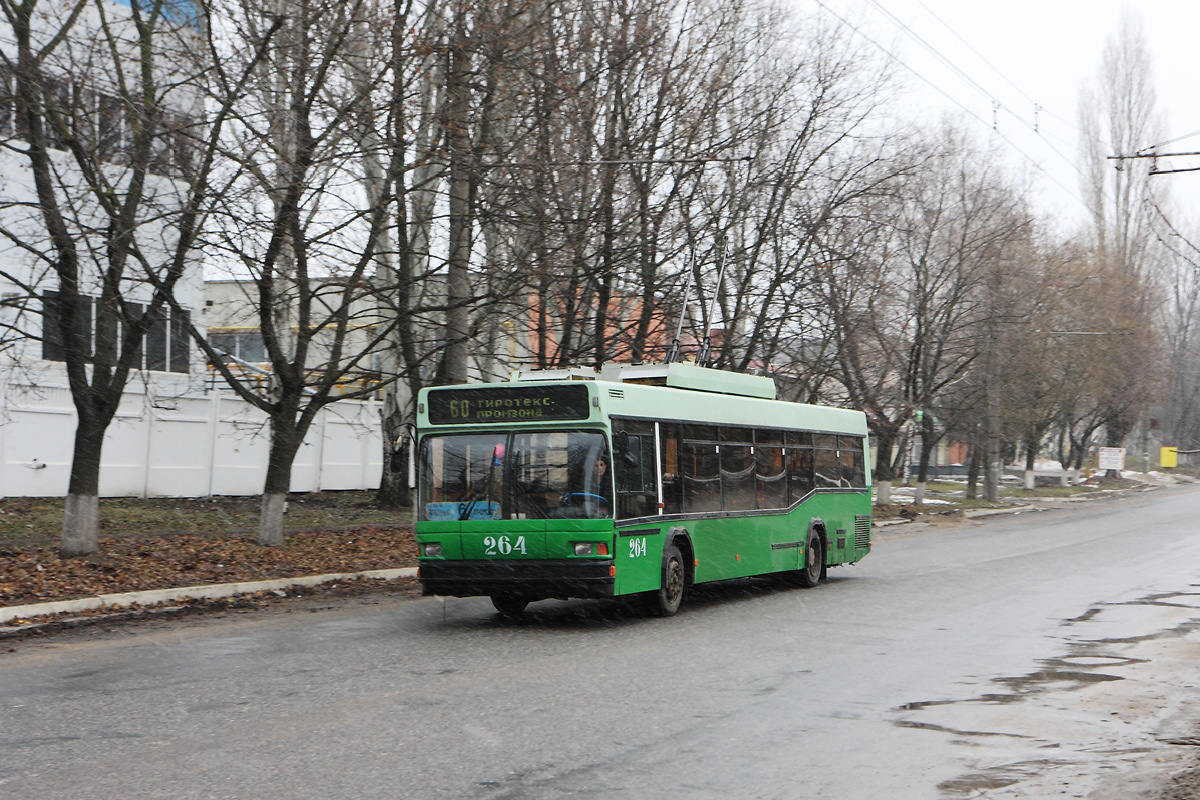
МАЗ-103Т на маршруте №6